# Chico Daltro
Francisco Tarquinio Daltro (Cuiabá, 29 de julho de 1956) é um bancário, bacharel em direito e político brasileiro. Tomou posse como deputado federal pelo estado de Mato Grosso entre os anos de 2010 e 2011, logo após, foi eleito vice-governador de Mato Grosso, na chapa de Silval Barbosa.

## Biografia
Formado em Direito pela Faculdade de Direito da Universidade Federal de Mato Grosso.
Nas eleições gerais no Brasil em 2006, tentou uma vaga como deputado federal por Mato Grosso mas não foi eleito, em virtude do afastamento do deputado Pedro Henry, acabou tomando posse em 2010.
Em 2009 concorreu para o governo do estado como vice-governador ao lado de Silval Barbosa, sendo eleitos em primeiro torno com 51,13% dos votos.